# Ada Dwyer Russell
Pour les articles homonymes, voir Dwyer et Russell.
Ada Dwyer Russell (1863 – 4 juillet 1952) fut une actrice de théâtre américaine. Elle joue sur scène à Broadway et à Londres. Elle est de religion mormone.

## Biographie
Née Ada Dwyer, mariée à l'acteur Harold Russell puis séparée, elle rencontre en 1909 la femme de lettres Amy Lowell. C'est le début d'une longue relation lesbienne, ou d'un « mariage de Boston » (on appelait ainsi au XIXe siècle une romance entre femmes), qui devait durer de 1912 jusqu'à la mort d'Amy Lowell en 1925. Elle est le sujet d'un grand nombre de poèmes fort explicites d'Amy Lowell, comme The Taxi. Ada est également l'exécutrice testamentaire d'Amy, dont elle brûle tous les papiers à sa demande.
Dans The Taxi, Amy parle avec une forte sensibilité de sa séparation d'avec Ada Russell et de sa douleur. Réuni dans Sword Blades et Poppy Seed (publié en septembre 1914), The Taxi est un excellent exemple de la « prose polyphonique » d'Amy Lowell, dans laquelle elle expérimentait des « unités rythmiques » différentes.
Amy Lowell laisse sa fortune par héritage à Ada Russell.